# Малки Станчовци
Мàлки Стàнчовци е село в Северна България, община Трявна, област Габрово.

## География
Село Малки Станчовци се намира на около 18 km източно от областния център град Габрово, 5 km югоизточно от общинския център град Трявна и 20 km юг-югозападно от град Велико Търново. Разположено е в Габровските възвишения, на около километър североизточно от връх Елова могила (738,1 m). Надморската височина по пътя в центъра на селото е около 670 m, а на ниското възвишение Чуката в югозападната му част – около 683 m. Климатът е умереноконтинентален.
Общинският път през село Малки Станчовци води на юг през село Черновръх към Трявна, а на запад и север – към село Царева ливада и град Дряново.
Етническият състав на населението на село Малки Станчовци по численост и дял на етническите групи според преброяването през 2011 г. е:
| Етнически групи     | Численост | Дял (в %) |
| Общо                | 4         | 100       |
| Българи             | 4         | 100       |
| Турци               | 0         | 0         |
| Цигани              | 0         | 0         |
| Други               | 0         | 0         |
| Не се самоопределят | 0         | 0         |
| Не отговорили       | 0         | 0         |

Към 15 юни 2025 г. в село Малки Станчовци има регистрирани: 3 души по постоянен адрес; 5 души по настоящ адрес; 2 души по постоянен и настоящ адрес в същото населено място.
Числеността на населението на село Малки Станчовци по данните от преброяванията от 1934 г. насам се променя както следва:
| \| Година на преброяване \| Численост \| \| --------------------- \| --------- \| \| 1934 \| 58 \| \| 1946 \| 63 \| \| 1956 \| 58 \| \| 1965 \| 52 \| \| 1975 \| 27 \| \| 1985 \| 17 \| \| 1992 \| 15 \| \| 2001 \| 11 \| \| 2011 \| 4 \| \| 2021 \| 4 \| |           |
| Година на преброяване | Численост |
| 1934 | 58        |
| 1946 | 63        |
| 1956 | 58        |
| 1965 | 52        |
| 1975 | 27        |
| 1985 | 17        |
| 1992 | 15        |
| 2001 | 11        |
| 2011 | 4         |
| 2021 | 4         |

## История
След Руско-турската война, по Берлинския договор 1878 г. колиби Малки Станчовци (село Малки Станчовци) – дотогава в Османската империя, попадат в Княжество България. Като колиби Малки Станчовци съществува до 18 юли 1995 г., когато на законово основание става село Малки Станчовци.